# 卡罗琳·塞格
卡罗琳·塞格（瑞典語：Caroline Seger，1985年3月19日—），瑞典女子足球运动员。她曾代表瑞典参加2008年、2012年、2016年和2020年夏季奥林匹克运动会足球比赛，获得二枚银牌。